# Willow
«Willow» — песня американской певицы Тейлор Свифт, вышедшая 11 декабря 2020 года на лейбле Republic Records в качестве лид-сингла её девятого студийного альбома Evermore. Певица стала соавтором трека вместе с его продюсером Аароном Десснером. Ремикс шведского продюсера Elvira (настоящее имя Elvira Anderfjärd) был назван «версия танцующей колдуньи (dancing witch version)» и вышел спустя два дня в день рождения Свифт.
«Willow» — это инди-фолк-песня о любви, в которой используется несколько метафор для передачи романтического состояния души певицы, например, она представляет свою жизнь в виде ивового дерева, а также гитара, глокеншпиль, флейта, струнные и перкуссия. Свифт написала текст песни, услышав инструментальную композицию продюсера песни Аарона Десснера. Она сравнила общий мотив песни с любовным заклинанием. Премьера сопровождающего клипа, режиссёром которого выступила сама Свифт, состоялась в тот же день, что и релиз песни. Видео является продолжением сюжета предыдущего клипа на песню «Cardigan» (2020), в котором показана золотая нить, ведущая певицу через мистическую сагу и приводящая её к сужденому возлюбленному. Песня получила широкое признание музыкальных критиков и слушателей, особенно высоко оценив романтическую лирику и гитарное звучание.
Песня «Willow» дебютировала на вершине «Billboard Hot 100, став седьмой песней номер один в США, третьим дебютом номер один и вторым чарттоппером в 2020 году после «Cardigan»; одновременно Evermore дебютировал на первом месте Billboard 200, сделав Свифт первой в истории исполнительницей, дебютировавшей на вершине обоих чартов в одну неделю дважды, после Folklore и «Cardigan». Песня «Willow» также возглавила чарты Billboard Hot Alternative Songs, Hot Rock & Alternative Songs, Digital Song Sales и Adult Pop Songs. Песня также достигла первого места в Австралии, Канаде и Сингапуре и первой десятки в Бельгии, Хорватии, Венгрии, Ирландии, Малайзии, Новой Зеландии и Великобритании. Свифт впервые исполнила песню «Willow» вживую на 63-й ежегодной церемонии вручения премии «Грэмми», которую журнал Rolling Stone назвал одним из величайших выступлений на «Грэмми» всех времён. Музыкальное видео на песню «Willow» получило три номинации на MTV Video Music Awards 2021 года.

## История
«Willow» был неожиданным релизом, выпущенным 11 декабря 2020 года вместе со вторым альбомом-сюрпризом Evermore. Песня была написана Свифт и её продюсером Аароном Десснером, который работал со Свифт над её восьмым студийным альбомом Folklore (2020). Десснер программировал трек и отвечал за ударные, перкуссию, клавишные, синтезаторы, фортепиано и гитары (электрическая, бас-гитара и акустическая гитара). Оркестровка была предоставлена Брайсом Десснером. Грег Калби и Стив Фаллон сделали мастеринг трека в студии Sterling Sound (Эджуотер, Нью-Джерси), а Джонатан Лоу провёл микширование в студии Long Pond Studios в Hudson Valley (Нью-Йорк).
Песня «Willow» вышла в качестве лид-сингла альбома одновременно с ним 11 декабря 2020 года.

## Композиция

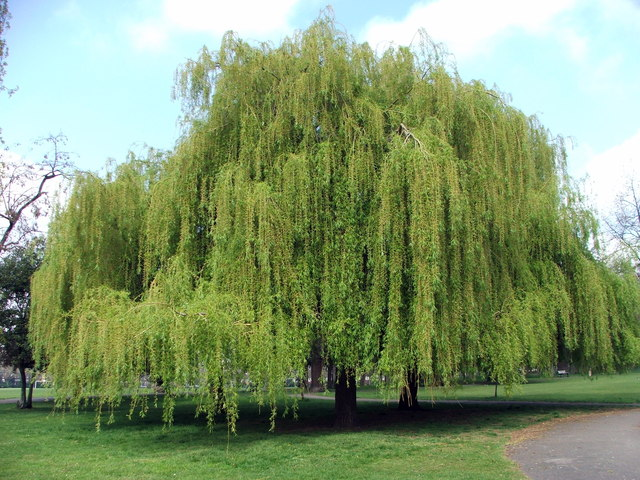
В песне жизнь изображена в виде дерева ивы, а судьбоносная любовь — в виде ветра, который сгибает дерево.

«Willow» это инди-фолк и поп-песня с хип-хоп-ритмом, напоминающим альбом Свифт 2017 года Reputation. Она построена на основе использования глокеншпиля, драм-машины, виолончели, валторны, электрогитары, скрипки, флейты и оркестровок и характеризуется своим «бездыханным» припевом. Песня имеет темп 84 удара в минуту. Она написана в тональности ми минор, а вокал Свифт варьируется от E3 до B5.
Построенный в форме куплета-припева она следует последовательности аккордов Em-D-Em-D-Em-D-C. С лирической точки зрения, «Willow» — это песня о любви, которая выражает темы надежды.

## Отзывы
Патрик Райан из USA Today назвал «Willow» безусловным лирическим лидером на Evermore. В своем обзоре Evermore в газете The New York Times Джон Парелес похвалил инструментальные партии «Willow» с «удачно переплетёнными гитарными звуками» как одну из нескольких блистательных музыкальных композиций альбома. В статье для газеты The Guardian Алексис Петридис высказал мнение, что «Willow» могла бы легко функционировать как «хит, поп-фейерверк», если бы синтезаторы, автонастройка и запрограммированные биты заменили её «со вкусом» подобранную акустическую аранжировку. Критик Крис Уиллман из журнала Variety написал, что эта песня отражает душевное состояние Свифт, и назвал её двоюродной сестрой «Invisible String» и «Peace», одиннадцатого и пятнадцатого треков на Folklore, соответственно. Журнал Rolling Stone назвал «Willow» одним из лучших совместных поп-проектов 2020 года, высоко оценив совместную работу Свифт и продюсера Десснера.

## Награды и номинации
«Willow» была номинирована на Nashville Songwriters Award в 2021 году в категории «Ten Songs I Wish I’d Written», а видео получило номинацию Association of Independent Commercial Producers (AICP Awards) в категории editorial. В 2021 году «Willow» была номинирована на Meus Prêmios Nick, в категории Video of the Year. На церемонии 2021 MTV Video Music Awards «Willow» получило три номинации в категориях Best Pop, Best Direction и Best Art Direction, а сама Свифт была номинирована в категории Artist of the Year.
| Год                     | Церемония                                       | Награда                      | Результат | Ссылка |
| ----------------------- | ----------------------------------------------- | ---------------------------- | --------- | ------ |
| 2021                    | AICP Awards                                     | Editorial: Music Videos      | Номинация | [ 18 ] |
| 2021                    | MTV Video Music Awards                          | Best Pop                     | Номинация | [ 21 ] |
| 2021                    | MTV Video Music Awards                          | Best Direction               | Номинация | [ 21 ] |
| 2021                    | MTV Video Music Awards                          | Best Art Direction           | Номинация | [ 21 ] |
| 2021                    | Meus Prêmios Nick                               | Video of the Year            | Номинация | [ 19 ] |
| 2021                    | MTV Europe Music Awards                         | Best Video                   | Номинация | [ 22 ] |
| 2021                    | Nashville Songwriters Association International | Ten Songs I Wish I’d Written | Победа    | [ 17 ] |
| 2022                    |                                                 |                              |           |        |
| Gold Derby Music Awards | Song of the Year                                | Победа                       | [ 23 ]    |        |
| Gold Derby Music Awards | Record of the Year                              | Победа                       | [ 23 ]    |        |
| Gold Derby Music Awards | Best Music Video                                | Победа                       | [ 23 ]    |        |
| ASCAP awards            | ASCAP Pop Award                                 | Победа                       |           |        |
| BMI awards              | Best Performed Song of the Year                 | Победа                       |           |        |

## Коммерческий успех
В США «Willow» сразу возглавил чарт Hot 100. Это уже седьмой чарттоппер в карьере Тейлор, и третий дебют с вершины в карьере Свифт, после синглов «Shake It Off» (2014) и «cardigan» (2020). Таким образом, Тейлор стала первым исполнителем в истории, чьи альбомы и синглы дважды одновременно дебютировали с вершины соответствующих чартов — альбом «evermore» возглавил чарт Billboard 200 в эту же неделю. Ранее то же самое впервые в истории сделали альбом «folklore» и сингл «cardigan» (8 августа 2020). «Willow» стал 29-м хитом в лучшей десятке top-10 (Hot 100) и 19-м дебютом в нём (увеличив женский рекорд). «Willow» также возглавил чарты Hot Rock & Alternative Songs и Billboard Digital Song Sales (увеличив рекорд чарта до 21).
В Австралии Свифт одновременно возглавила чарты альбомов и синглов. «Willow» дебютировал на первом месте в ARIA Singles chart, вместе с 11 другими треками с Evermore на различных местах. Этот сингл стал седьмым чарттоппером Свифт в Австралии, и вторым в 2020 году после такого же успеха «Cardigan».
В Великобритании в чарте Official Singles Chart лид-сингл «Willow» дебютировал на 3-м месте (уступив двум рождественским песням) и стал 11-м хитом Свифт в top-5, в то время как «Champagne Problems» и «No Body, No Crime» дебютировали на 15 и 19 местах, увеличив общее число хитов певицы в британском чарте UK top-20 до 21.
В глобальных хит-парадах Billboard Global 200 и Global Excl. U.S. сингл «Willow» занял втрое и пятое места, соответственно.

## Музыкальное видео

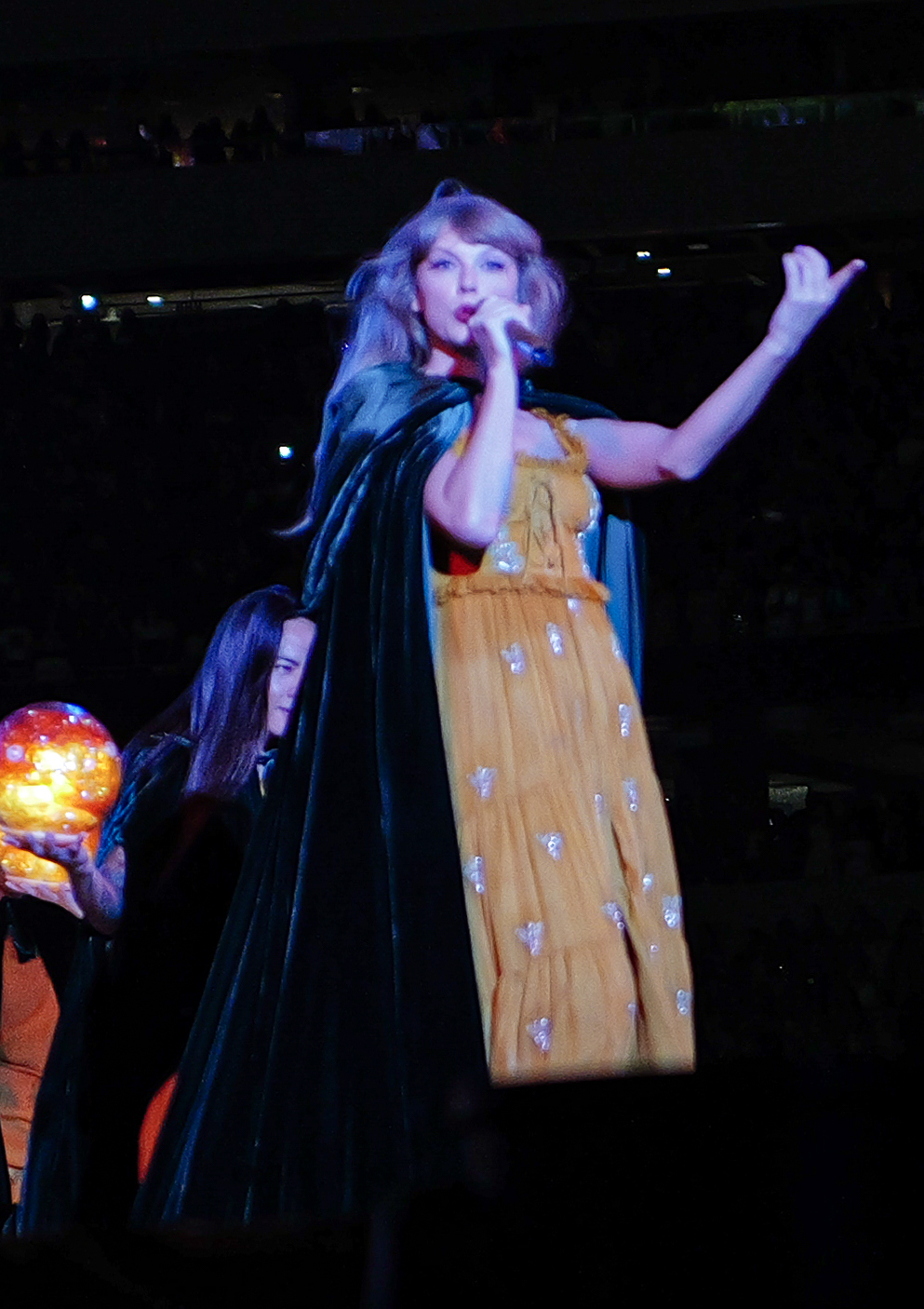
Свифт исполняет «Willow» во время the Eras Tour на Соу-Фай Стэдиум в Inglewood, в августе 2023 года

Аккомпанирующее музыкальное видео для «Willow», было снято Свифт в качестве режиссёра и вышло одновременно с релизом сингла и альбома. Видео начинается как продолжение видеоклипа «Cardigan».
Видео «Willow» — третье видео, снятое Свифт самостоятельно после «The Man» и «Cardigan».
Видео описывает переживания и тоску по кому-то и повороты жизни на пути к поиску нужного человека.

### Краткий обзор
Видео «Willow» начинается там, где закончилось повествование «Cardigan». Свифт, пропитанная океаническим плаванием из прошлого клипа, сидит в тёплом свете деревенского дома. Золотая нить (отсылка к фольклорному треку «Invisible String» из альбома Folklore) ведет её в альтернативную реальность внутри волшебного пианино Тейлор, которое помогает ей путешествовать во времени и пространстве. Свифт использовала золотой цвет для обозначения своего парня, Джо Элвина, в своих прошлых альбомах Reputation, Lover и Folklore. Пианино с другой стороны выходит в кроличью нору под корнями ивы в осеннем лесу. Свифт выходит из ивы и отправляется в мистическое путешествие, ведомая волшебной нитью. Она видит своё отражение вместе с мужчиной (которого играет танцор Тэок Ли) в залитом лунным светом бассейне.
Позже золотая нить приводит её к сцене из своего детства, где версии Свифт и Ли в младшем детском возрасте играют с этой золотой нитью, предполагая, что паре суждено быть вместе. Следующая сцена — карнавальная вечеринка, где Свифт выступает в стеклянной коробке (отсылка к треку «Mirrorball» из альбома Folklore), одетая в кремовое платье Zimmerman и свадебный головной убор Дженнифер Бер; она играет на гитаре, излучающей золотой туман. В этот момент Свифт видит своего возлюбленного Ли, но она застревает в стеклянной коробке. Затем она обнаруживает, что единственный выход — через дно, что может означать, что она достигла дна, прежде чем снова найти золотой путь.
Затем действия переходят в зимнюю сцену посреди леса, где появляется Свифт с капюшоном в плаще, что напоминает её видео 2017 года на «…Ready For It?». Она присоединяется ко многим другим персонажам в капюшонах, которые собираются в круг, чтобы провести церемонию вокруг центра, источающего золотые шары и энергию. Свифт ранее упоминала колдовство в своих старых песнях, таких как «… Ready For It?», «I Did Something Bad» (2017) и «Mad Woman» (2020). Впоследствии она снова находит золотую нить и начинает следовать за ней, что приводит её обратно в свой дом; и здесь она появляется в новом платье старинного стиля, символизирующем путешествие к своим корням, хотя она изменилась из-за того, что пережила за пределами дома. Перебирая нить, которая заканчивается концом, обнаруживает, что она не одна, и что эта нить привела её к своему возлюбленному, Ли. И здесь звучит стихотворная строка «every bait-and-switch was a work of art». На протяжении всей песни Свифт поёт «Я умоляю тебя взять меня за руку / Разрушь мои планы, это мой мужчина» («I’m begging for you to take my hand / Wreck my plans, that’s my man»), что и происходит в конце видео. Пара держась за руки выходит из дома, за дверью открывается лес, окутанный золотым светом.

### Создание
За операторскую работу отвечал Родриго Прието, который также работал над клипом «Cardigan». Свифт не сообщила Прието или технической команде, что видео предназначено для нового альбома или песни, поэтому видео было снято без использования песни. Съемки проходили в условиях строгих мер безопасности при пандемии COVID-19, включая протоколы тестирования, согласно рекомендациям Гильдии режиссёров Америки, Гильдии киноактёров США и Международной гильдии киноактеров. Вся съёмочная группа, включая Свифт и Ли, была в масках; пара снимала маски только во время действия. Танцоры в сцене, изображающей колдовство, были в масках во время выступления, поэтому их лица не видны на видео. Для обозначения того, кто из членов съемочной группы может находиться близко к съёмочной площадке и актёрам, использовалась система цветовых кодов; все, кто находился в непосредственной близости от сцены, должны были носить красный браслет. При приближении Свифт или кого-либо из актёров использовались защитные щитки. Видео было снято без оператора, с помощью дистанционной камеры, управляемой краном.
На этапе пре-продакшна происходило взаимодействие между Свифт, Прието и другими техническими специалистами. Свифт хотела, чтобы клип заканчивался в хижине (как в «Cardigan») и чтобы её любовник Ли был внутри, когда она вернётся. После дальнейшего обсуждения с Прието и командой было решено, что и Свифт, и Ли покинут хижину в конце. Изначально Свифт разработала идею клипа, действие которого будет происходить ночью, но затем решила, что все будет происходить днем. Для сцены колдовства Свифт не хотела использовать настоящий костер из-за лесных пожаров в Калифорнии в 2020 году. Вместо этого она задумала использовать магические шары.
Итан Тобман, художник-постановщик, представил Свифт эталонные изображения и идеи для декораций, и одна из них — пурпурные листья на земле, что понравилось певице. Тобман также предложил идею осеннего леса. Он работал со своим арт-директором Саймоном Морганом над проектом Zoom. Для сцены с костром Морган и Прието, а также светооператор Мэнни Тапиа и оператор Дональд Рейнольдс сначала провели звукопостановку и заклеили пространство в центре, где должны были находиться волшебные шары. Измерив расстояние до голубого фона экрана, они заклеили пятна деревьев и нанесли на пленку освещение для декораций сцены карнавала.

## Концертные исполнения

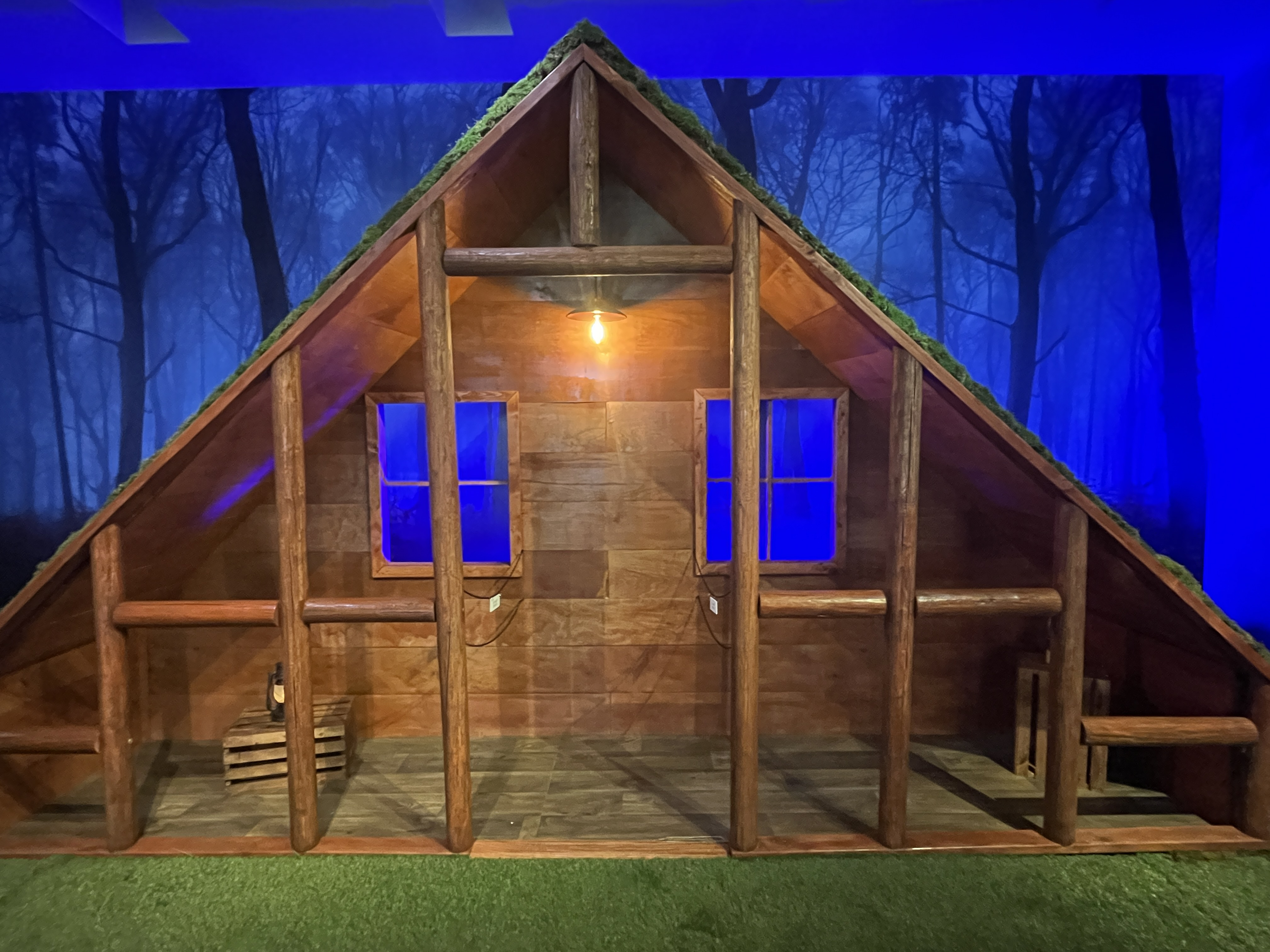
Декорации постановки, в которой Свифт, Антонофф и Десснер исполнили «Willow» на 63-й ежегодной церемонии премии «Грэмми».

Свифт впервые исполнила «Willow» на 63-й ежегодной церемонии вручения премии «Грэмми», как часть попурри с «Cardigan» и «August», в «сказочной» обстановке коттеджа с покрытой мхом хижиной в лесу в сопровождении соавторов, Десснера и Антоноффа. На этой церемонии певица получила премию Альбом года за Folklore. Критик Pitchfork Кэт Чжан назвала выступление одним из лучших моментов шоу. Чжан высоко оценила вокал Свифт и волшебное зрелище декорации в тематике заколдованного леса, описав её образ как «доброжелательную сказочную принцессу в королевстве гномов». Газета The Washington Post оценила выступление Свифт как шестое лучшее за вечер и подчеркнула его «лесную, мистическую эстетику», совпадающую с Folklore, с «деревьями с привидениями и сверкающими золотыми огнями на заднем плане». Херан Мамо из Billboard оценил это выступление, названное им «Властелин колец-встречает-Сумеречный фэнтези» («Lord of the Rings-meets-Twilight fantasy»), как четвёртое лучшее выступление за всю историю этого шоу. Исполнение Свифт, в том числе и песни «Willow», вживую на 63-й ежегодной церемонии вручения премии «Грэмми», журнал Rolling Stone назвал одним из пяти величайших выступлений на «Грэмми» всех времён.
Свифт включила «Willow» в сет-лист концертного тура the Eras Tour (2023).

## Список треков
Цифровые загрузки и стриминг
1. «Willow» — 3:34[45]

Цифровые загрузки и стриминг (Dancing Witch version — Elvira Remix)
1. «Willow» (Dancing Witch Version) [Elvira remix] — 3:04[46][47][48]

Цифровые загрузки и стриминг (Lonely Witch version)
1. «Willow» (Lonely Witch Version) — 3:34[49][50]

Цифровые загрузки и стриминг (Moonlit Witch version)
1. «Willow» (Moonlit Witch Version) — 3:29[51]

Цифровые загрузки и стриминг — Willow (The Witch Collection) — EP
1. «Willow» — 3:34
2. «Willow» (Dancing Witch Version) [Elvira remix] — 3:04
3. «Willow» (Lonely Witch Version) — 3:34
4. «Willow» (Moonlit Witch Version) — 3:28
5. «Willow» (Music video) — 4:12
6. «Willow» (Lyric video) — 3:40

Цифровые загрузки и стриминг (Dancing Witch version — Elvira Remix, web store exclusive)
1. «Willow» (Dancing Witch Version) [Elvira remix]
2. «Willow» (Instrumental Version)

Цифровые загрузки и стриминг (Lonely Witch version, web store exclusive)
1. «Willow» (Lonely Witch Version)
2. «Willow» (Songwriting demo)

Цифровые загрузки и стриминг (Moonlit Witch version, web store exclusive)
1. «Willow» (Moonlit Witch Version)
2. «Christmas Tree Farm» (Recorded Live at the 2019 iHeartRadio Jingle Ball)

## Участники записи
По данным YouTube.

### Песня
- Тейлор Свифт — основной вокал, автор
- Аарон Десснер — автор, продюсер, программирование драм-машины, перкуссия, клавишные, синтезатор, фортепиано, электрогитара, бас-гитара, акустическая гитара
- Джонатан Лоу — запись вокала, микширование
- Брайс Десснер — оркестровка
- Грег Калби — мастеринг
- Стив Фэллон — мастеринг
- Джеймс Макалистер — синтезаторы, программирование драм-машины
- Брайан Девендорф — перкуссия, программирование драм-машины
- Юки Нумата Резник — скрипка
- Джош Кауфман — электрогитара
- Кларис Йенсен — виолончель
- Джейсон Тройтинг — колокольчики (глокеншпиль)
- Alex Soop — флейта
- CJ Camerieri — валторна
- Томас Бартлетт — клавишные, синтезаторы
- Бенджамин Ланц — синтезатор

### Видео
- Тейлор Свифт — режиссёр
- Родриго Прието — оператор-постановщик
- Джид Хардин — продюсер
- Chancler Haynes — редактор
- Этан Тобман — художник-постановщик
- Реджина Фернандес — художник-постановщик
- Джозеф Касселл — стилист
- Sunshine Madsen — стилист
- Ingenuity Studios — визуальные эффекты
- Грант Миллер — визуальные эффекты
- Дэвид Лебенсфельд — визуальные эффекты
- Джумана Шэхин — визуальные эффекты
- Ребекка Скиннер — исполнительный продюсер
- Кэти Палмер — сопродюсер

## Чарты
| Чарт (2020—2022)                                | Высшая позиция |
| ----------------------------------------------- | -------------- |
| Австралия (ARIA)                                | 1              |
| Австрия (Ö3 Austria Top 40)                     | 30             |
| Бельгия/Фландрия (Ultratop 50)                  | 40             |
| Бельгия/Валлония (Ultratip Bubbling Under)      | 1              |
| Канада (Billboard Canadian Hot 100)             | 1              |
| Канада (Billboard AC)                           | 9              |
| Канада (Billboard CHR/Top 40)                   | 27             |
| Канада (Billboard Hot AC)                       | 7              |
| Чехия (Singles Digitál Top 100)                 | 54             |
| Европа (Billboard Euro Digital Song Sales)      | 7              |
| Франция (SNEP)                                  | 111            |
| Германия (GfK)                                  | 46             |
| Мир (Billboard Global 200)                      | 2              |
| Венгрия (Single Top 40)                         | 9              |
| Ирландия (IRMA)                                 | 3              |
| Италия (FIMI)                                   | 70             |
| Нидерланды (Dutch Top 40)                       | 30             |
| Нидерланды (Single Top 100)                     | 49             |
| Новая Зеландия (Recorded Music NZ)              | 3              |
| Португалия (AFP)                                | 20             |
| Сингапур (RIAS)                                 | 1              |
| Швеция (Sverigetopplistan)                      | 67             |
| Швейцария (Schweizer Hitparade)                 | 21             |
| Великобритания (OCC UK Singles)                 | 3              |
| США (Billboard Hot 100)                         | 1              |
| США (Billboard Adult Contemporary)              | 6              |
| США (Billboard Adult Pop Airplay)               | 1              |
| США (Billboard Hot Rock & Alternative Songs)    | 1              |
| США (Billboard Pop Airplay)                     | 17             |
| США, iTunes (American iTunes Chart Performance) | 1              |

| Чарт (2021)                         | Позиция |
| ----------------------------------- | ------- |
| Австралия (ARIA)                    | 68      |
| Канада (Canadian Hot 100)           | 47      |
| Мир (Global 200, Billboard)         | 101     |
| США (Billboard Hot 100)             | 55      |
| США (Adult Contemporary, Billboard) | 6       |
| США (Adult Top 40, Billboard)       | 6       |
| США (Hot Rock & Alternative Songs)  | 6       |

## Сертификации
| Регион                                                                      | Сертификация | Продажи   |
| --------------------------------------------------------------------------- | ------------ | --------- |
| Австралия (ARIA)                                                            | Платиновый   | 70 000    |
| Канада (Music Canada)                                                       | Платиновый   | 80 000    |
| Дания (IFPI Danmark)                                                        | Золотой      | 45 000    |
| Норвегия (IFPI Norway)                                                      | Золотой      | 30 000    |
| Польша (ZPAV)                                                               | Золотой      | 25 000    |
| Великобритания (BPI)                                                        | Золотой      | 400 000   |
| США (RIAA)                                                                  | Платиновый   | 1 000 000 |
| Данные о продажах + прослушиваниях приведены только на основе сертификации. |              |           |

## История релиза
| Регион | Дата            | Версия                             | Формат                     | Лейбл    | Ссылка        |
| ------ | --------------- | ---------------------------------- | -------------------------- | -------- | ------------- |
| Мир    | 11 декабря 2020 | Оригинальная                       | Цифровые загрузки          | Republic | [ 45 ]        |
| Мир    | 13 декабря 2020 | Dancing Witch (Танцующая колдунья) | Цифровые загрузки стриминг | Republic | [ 46 ] [ 47 ] |
| США    | 14 декабря 2020 | Оригинальная                       | Adult contemporary radio   | Republic | [ 101 ]       |
| Мир    | 15 декабря 2020 | Lonely Witch (акустическая)        | Цифровые загрузки стриминг | Republic | [ 49 ]        |
| США    | 15 декабря 2020 | Оригинальная                       | Contemporary hit radio     | Republic | [ 102 ]       |

### Комментарии
1. ↑  Willow» дебютировала на вершине Billboard Hot 100, став третьим дебютом номер один после «Shake It Off» (2014) и «Cardigan» (2020).
2. ↑  «Willow» это седьмой чарттоппер в Hot 100 в карьере Свифт после «We Are Never Ever Getting Back Together» (2012), «Shake It Off» (2014), «Blank Space» (2014), «Bad Blood» (2015), «Look What You Made Me Do» (2017) и «Cardigan» (2020).